# Großelterntag
Der Großelterntag ist ein Gedenktag, der länderspezifisch an unterschiedlichen Tagen jährlich begangen wird. Im deutschsprachigen Raum gibt es ihn seit 2016 in der Schweiz, seit 2019 gibt es auch einen Großelterntag in Bayern.
In Deutschland wurde zum ersten Mal ein „Oma-Opa-Tag“ in der DDR eingeführt. Ideengeber war die Kinderzeitschrift Bummi. Er wird jedes Jahr am 12. November in vielen Kindergärten gefeiert.
Der Tag soll die Solidarität und den Austausch unter den Generationen fördern; Enkelkinder und Eltern können sich an diesem Tag bei den Großeltern für deren Einsatz und Liebe bedanken. In einigen Ländern gibt es lediglich einen Gedenktag für Großmütter, wie z. B. in Deutschland, wo es allerdings Bestrebungen gibt, einen Großelterntag in zeitlicher Nähe zum Annentag, dem 26. Juli, einzuführen. Anderswo, etwa in Frankreich, gibt es wiederum getrennte Gedenktage für Großmütter und Großväter.

## Schweiz
Der Schweizer Grosselterntag wurde vom Grosseltern-Magazin lanciert. Dieser Tag soll die Gesellschaft darauf aufmerksam machen, wie viel die Grosseltern für die Gesellschaft, die Familie und die Enkelkinder leisten. Nach Berechnungen des Bundesamtes für Statistik leisten Grosseltern 160 Millionen Stunden Betreuungsarbeit pro Jahr (Grossmütter 113 Millionen Stunden, Grossväter 47 Millionen Stunden). Das Bundesamt für Statistik bewertet diese unbezahlte Arbeit mit 8,146 Milliarden Franken pro Jahr.
Zum ersten Mal feierten die Schweizer ihre Grosseltern am 6. März 2016. Seither findet der Schweizer Grosselterntag immer am zweiten Sonntag im März statt.
Grosse Beiträge über den Grosselterntag erschienen bei dessen Lancierung im «Blick», in der «Schweiz am Sonntag», der Schweizer Ausgabe der Wochenzeitung «Die Zeit» sowie auf Radio SRF und Radio Energy Zürich. Die «Schweizer Illustrierte» verlieh «Grosseltern»-Verleger Dominik Achermann eine Rose für die Idee, die «SonntagsZeitung» platzierte den Grosselterntag in ihrem Barometer ganz oben und titelte «Wie charmant!» Auf der Meinungsseite des «Tages-Anzeigers» erschien ein grosses Pro und Contra. Auch am zweiten Schweizer Grosselterntag am 12. März 2017 nahmen zahlreiche Medien das Thema Grosseltern auf: «SonntagsZeitung», Radio SRF, «St. Galler Tagblatt», «Züritipp» und viele mehr berichteten über den Tag. Auf besonderes Interesse stiess der Film zum Grosselterntag, der vom Grosseltern-Magazin produziert wurde und über die Sozialen Medien ein sehr grosses Publikum erreichte.

## Bayern
Im Oktober 2019 beschloss das bayerische Kabinett auf Initiative des amtierenden Ministerpräsidenten die Einführung eines Großelterntages. Dieser soll immer am zweiten Sonntag des Oktobers begangen werden, 2019 wurde er am 13. Oktober das erste Mal gefeiert. Man wolle mit dem Tag „den hohen Stellenwert der Großeltern in einer Familie würdigen“, wie auch den Beitrag zum gesellschaftlichen Zusammenhalt.

## Weitere Länder mit diesem Gedenktag
- Frankreich: Der seit 1987 existierende Tag der Großmütter (Fête des grands-mères) wird am ersten Sonntag im März gefeiert, der 2008 eingeführte Tag der Großväter (Fête des grands-pères) am ersten Sonntag des Monats Oktober. Beide Gedenktage haben keinen offiziellen Charakter.[9][10]
- Italien: Der Nationale Großelterntag wird jeweils am 2. Oktober gefeiert. Eingeführt wurde der Tag 2005, initiiert wurde er unter anderem von den Blumenhändlern.
- Polen: Polen hat 1965 den Großeltern zwei aufeinanderfolgende Gedenktage gewidmet: den Großmuttertag am 21. Januar und am 22. Januar den Großvatertag.[11]
- Singapur: Der Großelterntag wird in Singapur seit 1999 am vierten Sonntag im November gefeiert. Der Privatmann Jay Lim brachte das Anliegen vors Parlament. Inspiriert hatte ihn seine eigene Großmutter Lee Su Lan. Sie zog ihre fünf Kinder nach dem frühen Tod ihres Mannes alleine auf, brachte ihre Familie durch den Zweiten Weltkrieg und hatte 22 Enkel, über 30 Urenkel und zwei Ururenkel, als sie starb.
- Spanien: In Spanien wird der Großelterntag am 26. Juli gefeiert. Am selben Tag feiern auch lateinamerikanische Länder wie Argentinien, Nicaragua, Panama oder Paraguay den Großelterntag. Portugal begeht den Dia dos Avos ebenfalls am 26. Juli.
- USA: In den USA ist der Großelterntag eine Institution. Er wird am ersten Sonntag nach dem Tag der Arbeit (Labor Day) im September gefeiert. Am Nationalen Großelterntag wendet sich jeweils der Präsident persönlich an die Nation. Eingeführt wurde der Tag 1978 von Jimmy Carter.[12]
- Vereinigtes Königreich: 1990 lancierte die Wohltätigkeitsorganisation Age Concern, die sich um die Anliegen älterer Menschen kümmert, den Großelterntag. Seit 2008 wird der Tag am ersten Sonntag im Oktober gefeiert.